# Moxon-Antenne

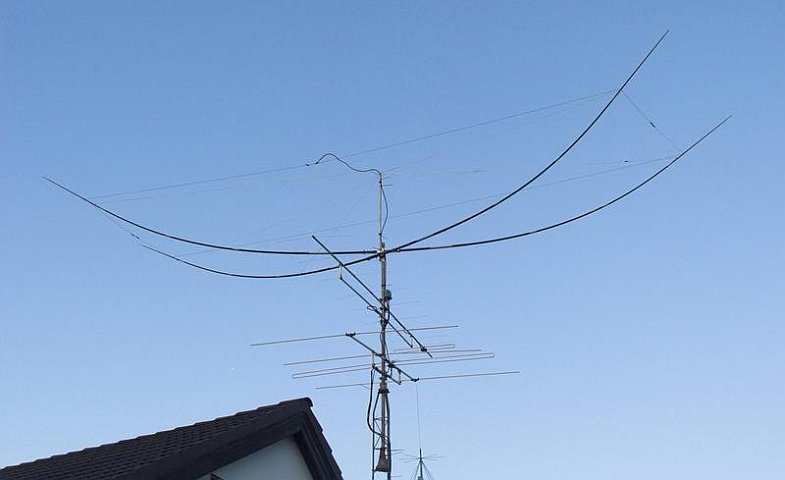
Moxon-Antenne für das 20-m-Amateurfunkband

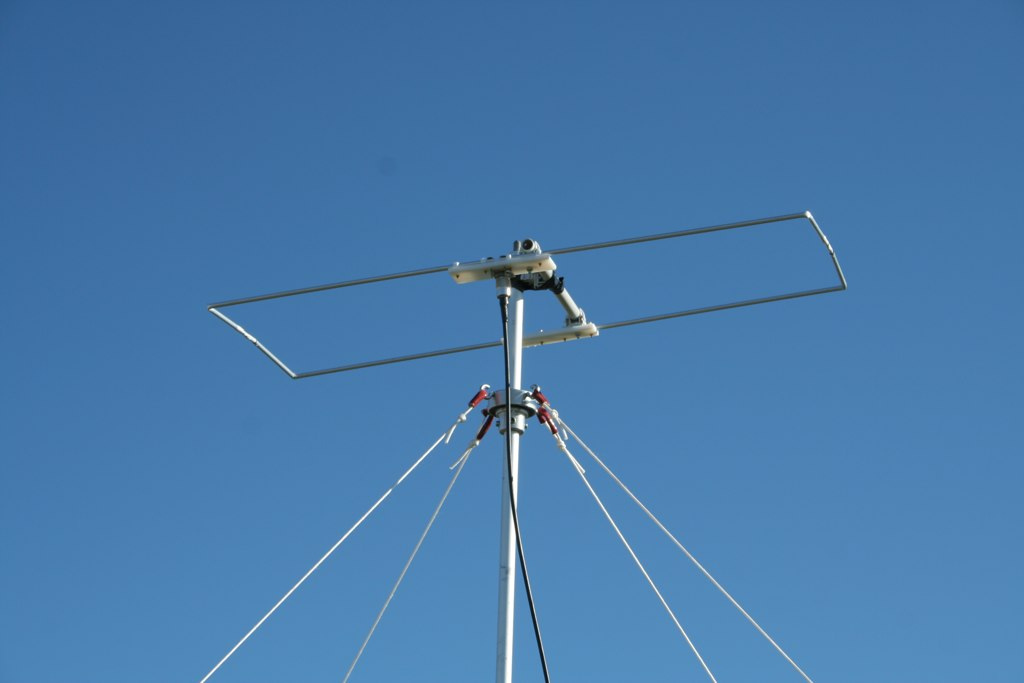
Moxon-Antenne für das 2-m-Amateurfunkband (144 MHz)

Schema der Moxon-Antenne; die Hauptstrahlungsrichtung zeigt nach links

Eine Moxon-Antenne oder auch Moxon-Rechteck ist eine einfache Richtantenne für Kurzwellen- und VHF-Frequenzen, welche insbesondere im Amateurfunkbereich Anwendung findet. Sie ist nach dem britischen Funkamateur Les Moxon (Amateurfunkrufzeichen G6XN) benannt.

## Daten
Die Antenne ist ein Rechteck, dessen eine Hälfte ein gespeister Dipol und die andere ein Reflektor ist. Sie entspricht elektrisch einer 2-Element-Yagi ohne Direktoren. Die abgewinkelten Elemente haben nur ca. 70 % der Länge von entsprechenden Dipolen. Durch die Konstruktion mit 2 Elementen hat sie eine mittlere Richtwirkung mit einer Vor-Rückwärts-Dämpfung von ca. 20 dB. Der erzielbare Antennengewinn liegt bei ca. 9 dBi.

## Aufbau
In der Zeichnung zeigt die Hauptantennenachse nach links. Der gespeiste Dipol steht senkrecht und ist nach rechts abgeknickt. Die Rahmenkonstruktion besteht aus zwei blau markierten Isolatoren und dem sich anschließenden Reflektor. Die angewinkelten Elemente ähneln in ihrer Form einer schon länger bekannten Antenne, der VK2ABQ Square.
Für Kurzwelle werden oft X-förmige Spreizer aus nichtleitenden Materialien wie z. B. Fiberglas oder Bambus (Angelruten) verwendet, auf die dann der Reflektor aus einem Draht und der Strahler aus zwei Drähten isoliert angebracht werden. So lassen sich leichte Antennen mit sehr niedriger Windlast bauen. Die Moxon-Antenne wird deshalb auch gerne bei portablem Funkbetrieb wie Summits on the Air oder Fielddays eingesetzt.

## Optimierung
AC6LA stellt ein Berechnungsprogramm zur Verfügung, welches auf denen von L. B. Cebik, W4RNL, entwickelten Algorithmen basiert. W4RNL hat detaillierte Berechnungen und Vergleiche an verschiedenen Antennenformen durchgeführt.